# فرودگاه فلورو
فرودگاه فلورو (به انگلیسی: Florø Airport) یک فرودگاه همگانی با کد یاتا FRO است که یک باند فرود آسفالت دارد و طول باند آن ۱۱۹۹ متر است. این فرودگاه در کشور نروژ قرار دارد و در ارتفاع ۱۱ متری از سطح دریا واقع شده‌است.

## شرکت‌های هواپیمایی و مقصدهای پروازی
| شرکت‌های هواپیمایی     | مقصدهای پروازی |
| --------------------- | --- |
| Airwing               | سولا استاوانگر، توون ناتودن (both suspended)                                                                                          |
| سی‌اچ‌سی هلی‌کوپتر سرویس | Gjøa, Snorre, Visund |
| ویدروئه               | فلسلند برگن، فروده، برینگلند، کریستیانسوند کورنبرگت، آرو مولده، گاردرموئن اسلو، اندا سندن، سولا استاوانگر، اورستا-وولدا، ویگرا آلسوند |